# Husboklus
Husboklus (Liposcelis bostrychophila) är en insektsart som beskrevs av André Badonnel 1931. Husboklus ingår i släktet Liposcelis och familjen boklöss. Arten är reproducerande i Sverige. Inga underarter finns listade i Catalogue of Life.